# Серна, Маги
Мария Луиса (Маги) Серна Баррера (исп. María Luisa "Magüi" Serna Barrera; род. 1 марта 1979 год, Лас-Пальмас-де-Гран-Канария) — испанская теннисистка и теннисный тренер. Победительница 5 турниров WTA (в том числе 3 в одиночном разряде), чемпионка (1998, в финале не играла) и двукратная финалистка Кубка Федерации в составе сборной Испании.

## Биография
Уроженка Лас-Пальмаса начала играть в теннис с семи лет. С 1990 по 1993 год по два раза становилась чемпионкой Испании в возрастных категориях до 12 и до 14 лет, в последний год также побывав в финале чемпионата среди девушек в возрасте до 16 лет. В 1994 году выиграла в Африке свои первые турниры женского цикла ITF в одиночном и парном разрядах, а к осени 1996 года завоевала уже 6 титулов в одиночном разряде на этом уровне.
В 1997 году, ещё до того как Серне исполнилось 18 лет, она вошла в число 100 лучших теннисисток мира в одиночном разряде. В марте 1997 года дебютировала в составе сборной Испании в Кубке Федерации и в июле принесла команде своё первое очко, обыграв австралийку Рэйчел Маккуиллан в матче плей-офф за право остаться в Мировой группе на следующий год. За 1997 год побывала как минимум в 3-м круге всех четырёх турниров Большого шлема (в том числе в 4-м круге Открытого чемпионата США после победы над посеянной под 16-м номером Кимберли По. Окончила сезон на 41-м месте в рейтинге WTA.
В 1998 году в четвертьфинальном матче Кубка Федерации со сборной Германии в отсутстиве травмированного лидера испанской команды Аранчи Санчес Серна принесла испанкам победу с минимальным счётом 3:2, выиграв обе одиночных и парную встречу. Она не выходила на корт в полуфинале и финале сезона, по итогам которого сборная Испании стала обладательницей Кубка Федерации. Серна также дошла до 4-го круга на Открытом чемпионате Франции и Уимблдонском турнире и окончила его на 24-й позиции в рейтинге.
Новых успехов испанка добилась в начале 2000-х годов. В 2000 году она вначале стала финалисткой турнира WTA высшей категории в Риме в паре с Санчес, а затем пробилась в четвертьфинал на Уимблдоне, победив 3-ю ракетку турнира Мэри Пирс. Этот результат стал лучшим в её одиночной карьере в турнирах Большого шлема. Со сборной Испании Серна дошла до финала Кубка Федерации, где проиграла американкам. В 2001 году в Кнокке-Хейсте (Бельгия) она завоевала первый титул в турнирах WTA, победив в паре с Вирхинией Руано Паскуаль; в одиночном разряде дважды участвовала в финалах турниров WTA, но выиграть не сумела, усутупив сначала Санчес, а затем американке Линдсей Дэвенпорт. В 2002 году она также дважды пробивалась в одиночные финалы турниров WTA и завоевала на Открытом чемпионате Португалии свой первый титул в одиночном разряде на этом уровне. В парном разряде Серна в этом сезоне добилась своего лучшего результата в турнирах Большого шлема, став с Кончитой Мартинес полуфиналисткой Открытого чемпионата Австралии, а в Кубке Федерации второй раз за карьеру сыграла со сборной Испании в финале, на этот раз уступив команде Словакии.
За следующие два года испанка довела число титулов в турнирах WTA в одиночном разряде до трёх, в том числе второй год подряд добившись победы в Португалии, а в парном завоевала второй титул, победив с австралийкой Алисией Молик в турнире II категории в Истборне. В 2004 году она достигла высших позиций в рейтинге как в одиночном разряде (19-я), так и в парном (25-я). В числе соперниц, над которыми Серна одерживала победы на протяжении карьеры, помимо Пирс, были также Штеффи Граф и Серена Уильямс.
Свои последние игры за сборную Испании Серна провела в 2003 году, в общей сложности выиграв и проиграв по 7 встреч в одиночном разряде и по 3 в парном. Она также дважды представляла Испанию в олимпийских теннисных турнирах — в 2000 году в Сиднее и в 2004 году в Афинах, но оба раза выбыла из борьбы уже в 1-м раунде, проиграв соперницам, посеянным соответственно под 11-м (Натали Деши и 11-м (Анастасия Мыскина) номерами.
Завершила игровую карьеру в 2006 году из-за травмы плеча. В дальнейшем возглавляла теннисную школу в Лас-Пальмасе и была главным тренером сборной теннисного клуба «Гран-Канария». Принимала участие в чемпионатах Испании по паддл-теннису, выступая в парном разряде.

## Положение в рейтинге в конце сезона
| Год              | 1994 | 1995 | 1996 | 1997 | 1998 | 1999 | 2000 | 2001 | 2002 | 2003 | 2004 | 2005 |
| ---------------- | ---- | ---- | ---- | ---- | ---- | ---- | ---- | ---- | ---- | ---- | ---- | ---- |
| Одиночный разряд | 342  | 357  | 164  | 41   | 24   | 39   | 38   | 26   | 50   | 22   | 102  | 378  |
| Парный разряд    | 448  | 537  | 329  | 844  | 323  | 171  | 63   | 51   | 38   | 32   | 48   |      |

## Финалы турниров за карьеру

### Одиночный разряд

#### Турниры WTA (3-3)
| Легенда            |
| ------------------ |
| Большой шлем       |
| Чемпионат WTA      |
| I категория        |
| II категория (0+1) |
| III категория      |
| IV категория (2+1) |
| V категория (1+0)  |

| Результат | №  | Дата           | Турнир                  | Покрытие | Соперница в финале    | Счёт в финале |
| --------- | -- | -------------- | ----------------------- | -------- | --------------------- | ------------- |
| Поражение | 1. | 8 апреля 2001  | Порту, Португалия       | Грунт    | Аранча Санчес Викарио | 3-6, 1-6      |
| Поражение | 2. | 23 июня 2001   | Истборн, Великобритания | Трава    | Линдсей Дэвенпорт     | 2-6, 0-6      |
| Поражение | 3. | 7 апреля 2002  | Порту                   | Грунт    | Анхелес Монтольо      | 1-6, 6-2, 5-7 |
| Победа    | 1. | 14 апреля 2002 | Оэйраш, Португалия      | Грунт    | Анка Барна            | 6-4, 6-2      |
| Победа    | 2. | 13 апреля 2003 | Оэйраш (2)              | Грунт    | Юлия Шруфф            | 6-4, 6-1      |
| Победа    | 3. | 20 апреля 2003 | Будапешт, Венгрия       | Грунт    | Алисия Молик          | 3-6, 7-5, 6-4 |

#### Турниры ITF (6-5)
| Легенда:         |
| ---------------- |
| 100.000 USD      |
| 75.000 USD       |
| 50.000 USD       |
| 25.000 USD (3+0) |
| 10.000 USD (3+1) |

| Результат | №  | Дата            | Турнир                    | Покрытие | Соперница в финале        | Счёт в финале |
| --------- | -- | --------------- | ------------------------- | -------- | ------------------------- | ------------- |
| Победа    | 1. | 3 апреля 1994   | Габороне, Ботсвана        | Хард     | Шерли-Энн Сиддолл         | 6-3, 6-4      |
| Победа    | 2. | 10 апреля 1994  | Хараре, Зимбабве          | Хард     | Шерли-Энн Сиддолл         | 6-4, 6-2      |
| Поражение | 1. | 10 июля 1994    | Филикстоу, Великобритания | Трава    | Татьяна Панова            | 7-5, 3-6, 3-6 |
| Поражение | 2. | 19 марта 1995   | Сарагоса, Испания         | Грунт    | Вирхиния Руано Паскуаль   | 6-2, 6-7, 2-6 |
| Поражение | 3. | 20 августа 1995 | Коксейде, Бельгия         | Грунт    | Сара Питковски            | 1-6, 3-6      |
| Поражение | 4. | 27 августа 1995 | Брюссель, Бельгия         | Clay     | Кончита Мартинес Гранадос | 0-6, 4-6      |
| Победа    | 3. | 3 декабря 1995  | Мальорка, Испания         | Грунт    | Кира Надь                 | 6-4, 6-3      |
| Победа    | 4. | 28 июля 1996    | Вальядолид, Испания       | Хард     | Гила Розен                | 6-3, 6-1      |
| Победа    | 5. | 18 августа 1996 | Вальшельд, Германия       | Грунт    | Алена Вашкова             | 6-2, 6-3      |
| Победа    | 6. | 25 августа 1996 | Афины, Греция             | Грунт    | Мариана Диас-Олива        | 5-7, 6-3, 6-2 |
| Поражение | 5. | 12 марта 2006   | Тельде, Испания           | Грунт    | Араван Резаи              | 4-6, 1-6      |

### Парный разряд

#### Турниры WTA (2-4)
| Результат | №  | Дата            | Турнир                  | Покрытие | Партнёрша               | Соперницы в финале                   | Счёт в финале |
| --------- | -- | --------------- | ----------------------- | -------- | ----------------------- | ------------------------------------ | ------------- |
| Поражение | 1. | 21 мая 2000     | Рим, Италия             | Грунт    | Аранча Санчес Викарио   | Лиза Реймонд Рене Стаббс             | 3-6, 6-4, 2-6 |
| Победа    | 1. | 22 июля 2001    | Кнокке-Хейст, Бельгия   | Грунт    | Вирхиния Руано Паскуаль | Андрея Ванк Руксандра Драгомир       | 6-4, 6-3      |
| Поражение | 2. | 7 апреля 2002   | Порту, Португалия       | Грунт    | Кристи Богерт           | Кара Блэк Ирина Селютина             | 6-76, 4-6     |
| Поражение | 3. | 21 июня 2003    | Истборн, Великобритания | Трава    | Дженнифер Каприати      | Линдсей Дэвенпорт Лиза Реймонд       | 3-6, 2-6      |
| Поражение | 4. | 23 августа 2003 | Нью-Хейвен, США         | Хард     | Алисия Молик            | Вирхиния Руано Паскуаль Паола Суарес | 6-76, 3-6     |
| Победа    | 2. | 19 июня 2004    | Истборн                 | Трава    | Алисия Молик            | Светлана Кузнецова Елена Лиховцева   | 6-4, 6-4      |

#### Турниры ITF (1-1)
| Результат | №  | Дата          | Турнир             | Покрытие | Партнёрша      | Соперницы в финале         | Счёт в финале |
| --------- | -- | ------------- | ------------------ | -------- | -------------- | -------------------------- | ------------- |
| Поражение | 1. | 27 марта 1994 | Найроби, Кения     | Хард     | Зибиль Зайфрид | Кара Блэк Нанни де Виллирс | 2-6, 2-6      |
| Победа    | 1. | 3 апреля 1994 | Габороне, Ботсвана | Хард     | Аманда Хопманс | Радка Сурова Эвелин Фаут   | 6-3, 6-1      |

### Кубок Федерации (0-2)
| Результат | №  | Год  | Место проведения      | Покрытие | Команда                                                     | Соперницы                                            | Счёт |
| --------- | -- | ---- | --------------------- | -------- | ----------------------------------------------------------- | ---------------------------------------------------- | ---- |
| Победа    | 1. | 1998 | Женева, Швейцария     | Хард(i)  | Испания Не участвовала                                      | Швейцария                                            | 3:2  |
| Поражение | 1. | 2000 | Лас-Вегас, США        | Ковёр(i) | Испания К. Мартинес, В. Руано Паскуаль, А. Санчес, М. Серна | США Л. Дэвенпорт, Дж. Каприати, Л. Реймонд, М. Селеш | 0:5  |
| Поражение | 2. | 2002 | Гран-Канария, Испания | Хард(i)  | Испания К. Мартинес, В. Руано Паскуаль, А. Санчес, М. Серна | Словакия Д. Гантухова, Ж. Гусарова                   | 1:3  |